# Веронська арена
Веронська арена (італ. Arena di Verona) — античний римський амфітеатр, побудований в Вероні (Італія) близько 30 року, відомий як пам'ятник давньоримської архітектури та як місце проведення щорічних оперних фестивалів. Розташований на головному майдані міста — п'яцца-Бра.

## Історія
Амфітеатр був побудований близько 30 року для проведення гладіаторських боїв, морських боїв (навмахій) і циркових вистав. Після землетрусу 1117 року, що майже повністю зруйнував зовнішнє кільце амфітеатру, він використовувався як джерело каменю для інших будівель. У середньовіччі на його сцені палили єретиків, улаштовували турніри, фестивалі, а у XVIII—XIX ст. — бої з биками.
З 1913 року амфітеатр став місцем регулярного проведення оперних спектаклів.

## Архітектура

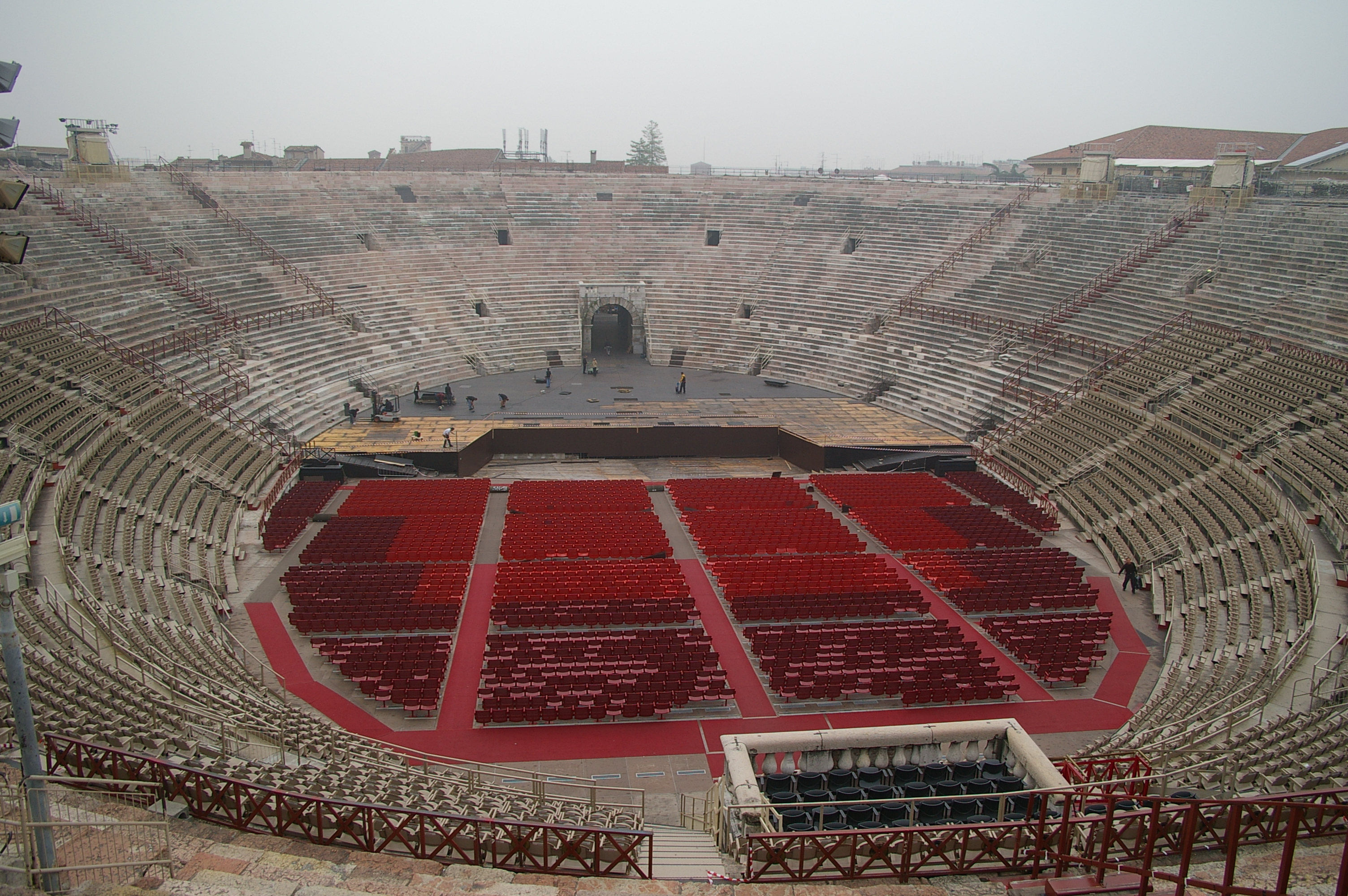
Внутрішній вид амфітеатру

Амфітеатр у Вероні є третім за розміром серед аналогічних римських будівель (після Колізею та амфітеатру в Санта-Марія-Капуа-Ветере) й одним із найліпше збережених споруджень подібного типу. У 2000 році амфітеатр був включений до числа пам'яток Світової спадщини ЮНЕСКО в складі історичного центру Верони.
Амфітеатр складався із чотирьох еліптичних кілець (внутрішні осі 44,43 і 73,68 м; зовнішні (включно з незбереженим четвертим кільцем) — 109,52 і 138,77 м). Первісний фасад був облицьований білим і рожевим вапняком із Вальполічелли. Збережений фасад амфітеатру виконаний з каменю, цементу, річкової гальки й шматків цегли.
Усередині амфітеатру повністю збереглася кавея (італ. cavea). Будова була розрахована на більш ніж 30 тис. глядачів, місця для яких зроблені за грецьким звичаєм у формі мармурових сходів у 44 яруси.

## Оперні постановки
1913 року арену урочисто відкрили для оперних спектаклів оперою Джузеппе Верді «Аїда». Відтоді щорічно влітку та восени на арені ставлять оперні вистави. Місткість арени для оперних вистав раніше становила 20 тис. глядачів, однак із міркувань безпеки була знижена до 15 тис. На сцені арени виступали такі видатні артисти, як Рената Тебальді, Марія Каллас, Маріо дель Монако, Анатолій Солов'яненко, Плачідо Домінго, Хосе Каррерас, Лучано Паваротті, Тулліо Серафін, Рікардо Муті. Репертуар фестивалів складають переважно популярні опери XIX ст. — «Набукко», «Трубадур», «Аїда», «Кармен», «Турандот», мюзикл «Нотр-Дам де Парі» та інші.